# Cyclopsiella
Cyclopsiella is een geslacht van schietmotten uit de familie Hydroptilidae

## Soorten
Deze lijst is mogelijk niet compleet.
- C. anderseni J Kjaerandsen, 1997